# Andres Mustonen
Andres Mustonen (* 1. září 1953) je estonský dirigent a houslista.
Roku 1977 absolvoval obor housle na tallinnské státní konzervatoři u Endela Lippuse, dále studoval i v Rakousku a Nizozemí. Dirigoval řadu významných orchestrů, přičemž interpretoval díla jak staré, tak i soudobé vážné hodby. Roku 1972 založil a doposud vede soubor staré hudby Hortus Musicus, čímž se stal jedním z průkopníků staré hudby v tehdejším východním bloku. Soubor má vedle nejstarších hudebních památek na repertoáru i skladby, které pro něj složili současní skladatelé jako Arvo Pärt, a nahrál více než 30 alb.